# Atesta longoelytrata
Atesta longoelytrata är en skalbaggsart som beskrevs av Wang 1993. Atesta longoelytrata ingår i släktet Atesta och familjen långhorningar. Inga underarter finns listade.